# Vladimir Geronimo
Vladimir Geronimo, né le 4 octobre 1978 à Luanda, en Angola, est un joueur angolais de basket-ball, évoluant aux postes d'arrière et d'ailier.

## Palmarès
- Champion d'Afrique 2005
- Médaille d'or aux Jeux africains de 2007